# Беркимбаев, Сматулла Молдашевич
Сматулла Молдашевич Беркимбаев (каз. Сматолла Молдашұлы Беркімбаев род. 28 августа 1931, Хромтауский район, Актюбинская область, Казахская ССР — 13 июля 2020,) — советский и казахстанский партийный работник, политический и общественный деятель. Почётный гражданин Актюбинской области (2013).

## Биография
Родился 28 августа 1931 г. в селе Ойсылкара Хромтауского (бывший Новороссийский район), в семье крестьянина бедняка.
В 1954 году окончил с отличием Каракулеводческий факультет Московского пушно-мехового института.
В 1971 году окончил с отличием Алма-Атинскую высшую партийную школу при ЦК КПСС.

## Трудовая деятельность
С 1956 по 1959 годы — Главный зоотехник Копинского овцеводства, директор совхоза.
С 1959 по 1965 годы — Второй секретарь Новороссийского райкома Компартии Казахстана.
С 1965 по 1982 годы — Первый секретарь Байганинского районного комитета Компартии Казахстана.
С май 1982 по январь 1983 годы — Первый секретарь Темирского райкома партии.
С январь 1983 по декабрь 1984 годы — Председатель партийной комиссии при Актюбинском обкоме Компартии Казахстана.
С 1984 по 1989 годы — Первый секретарь Шалкарского районного комитета партии Компартии Казахстана.
С декабрь 1989 по сентябрь 1995 годы — Ведущий специалист акимата города Актобе.
С 1995 года Персональный пенсионер республиканского значения.

## Выборные должности, депутатство
С 1965 по 1987 годы — Член Актюбинского областного комитета партии и депутат областного совета.
С 1980 по 1984 годы — Депутат Верховного Совета Казахской ССР 10-го созыва.
Делегат XII, XIII, XIV, XV, XVI съездов Компартии Казахстана.

## Награды и звания
- Медаль «За освоение целинных земель» (1956)
- Орден «Знак Почёта» (1967)
- Орден Трудового Красного Знамени (1971, 1976)
- Орден Октябрьской Революции (1973)
- Орден Ленина (1981)
- Орден Курмет из рук президента Республики Казахстан (30 апреля 2010 года)
- Золотая медаль ВДНХ (1984)
- Серебряная медаль ВДНХ (1975, 1982)
- Бронзовая медаль ВДНХ (1972)
- Почётная грамота Верховного Совета Казахской ССР (1966, 1982)
- Благодарственное письмо Первого Президента Республики Казахстан
- нагрудный знак «Отличник народного просвещения Казахский ССР»
- почётное звание «Почетный гражданин Темирского района» (2001)
- почётное звание «Почетный гражданин Байганинского района» (2001)
- почётное звание «Почётный гражданин Актюбинской области» за большой вклад в развитие экономики и социальной сферы области, достижения в государственной и общественной деятельности (11 декабря 2013 года).
- Награжден государственными, правительственными медалями СССР и Республики Казахстан